# أبو حفص عمر المرتضى

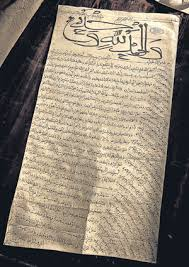
كتاب من أبي حفص المرتضى إلى البابا إنوسنت الرابع

أبو حفص المرتضى عمر بن أبي إبراهيم إسحاق بن يوسف بن عبد المؤمن هو خليفة الموحدين بين عامي 646 هـ (1248 م) و665 هـ (1266 م). وهو الخليفة قبل الأخير في سلسلة خلفاء الموحدين؛ إذ خلفه إدريس الواثق، الذي انطوت بمقتله صفحة دولة الموحدين.

## وزراؤه
- أبو محمد بن يونس (1248 ـ 1249)
- أبو زيد بن يعلو الكومي (1249 ـ 1266)
- أبو موسى بن عزوز الهنتاني (1249 ـ 1266)